# Planktococcomyxa lacustris
Planktococcomyxa, monotipski rod zelenih algi iz porodice Selenastraceae. Opisan je 2002. godine. Jedina vrsta je slatkovodna alga P. lacustris iz Ukrajine (Tsarenko 2011) i Brazila (Fernandes & Bicudo 2009).

## Bazionim
- Dactylococcus lacustris Chodat, 1897